# Andrés Rodríguez (baloncestista)
Andrés Guillermo Rodríguez Fernández (n. San Juan, Puerto Rico; 27 de febrero de 1981) es un jugador de baloncesto puertorriqueño. Con 1.84 de estatura, juega en la posición de base. Ha alternado su carrera en Europa con participaciones en la competición nacional puertorriqueña.

## Trayectoria Deportiva
- Universidad de Louisville (1999-2000)
- American University (2001-2004)
- Criollos de Caguas (1999-2004)
- KK Union Olimpija (2004-2006)
- Criollos de Caguas (2006)
- Turów Zgorzelec (2006-2007)
- Criollos de Caguas (2007)
- Turów Zgorzelec (2007-2008)
- BC Donetsk (2008-2009)
- Saski Baskonia (2009)
- Obradoiro (2009-2010)
- Capitanes de Arecibo (2010)
- Obradoiro (2010-2011)
- Capitanes de Arecibo (2011)
- Obradoiro (2011-2013)
- Cangrejeros de Santurce (2014)
- Baloncesto Fuenlabrada (2014-2015)
- Vaqueros de Bayamon (2015-)

## Palmarés
- 2004-05. KK Union Olimpija  (Eslovenia). Liga eslovena.
- 2004-05. KK Union Olimpija (Eslovenia). Copa.
- 2006-07. Criollos de Caguas. Liga Puertorriqueña.
- 2010-11. Copa del Príncipe de Asturias de Baloncesto con el  Obradoiro .
- 2010-11. Logra el ascenso desde la liga LEB a la Liga ACB con el  Obradoiro .